# Hoplistocerus purpureoviridis
Hoplistocerus purpureoviridis là một loài bọ cánh cứng trong họ Cerambycidae.